# Halowe Mistrzostwa Europy w Lekkoatletyce 2013 – bieg na 60 m kobiet
Bieg na 60 metrów kobiet – jedna z konkurencji rozegranych podczas halowych lekkoatletycznych mistrzostw Europy w hali Scandinavium w Göteborgu.
We wrześniu 2013 odebrano złoty medal Tezdżan Naimowej za stosowanie niedozwolonego dopingu.

## Rekordy
| Rekord świata                        | Irina Priwałowa | 6,92 | Madryt, Hiszpania           | 11 lutego 1993 9 lutego 1995 |
| Rekord Europy                        | Irina Priwałowa | 6,92 | Madryt, Hiszpania           | 11 lutego 1993 9 lutego 1995 |
| Rekord mistrzostw Europy             | Nelli Cooman    | 7,00 | Madryt, Hiszpania           | 23 lutego 1986               |
| Najlepszy wynik na świecie w sezonie | Murielle Ahouré | 6,99 | Birmingham, Wielka Brytania | 16 lutego 2013               |
| Najlepszy wynik w Europie w sezonie  | Marija Riemień  | 7,13 | Moskwa, Rosja               | 3 lutego 2013                |

## Terminarz
| Data    | Godzina |            |
| ------- | ------- | ---------- |
| 2 marca | 13:35   | Eliminacje |
| 3 marca | 16:30   | Półfinały  |
| 3 marca | 18:15   | Finał      |

## Rezultaty
| NR – rekord kraju \| WL – najlepszy tegoroczny wynik na listach światowych \| EL - najlepszy tegoroczny wynik na listach europejskich |
| SB – najlepszy wynik w sezonie \| PB – rekord życiowy                                                                                 |

### Eliminacje
Rozegrano 3 biegi eliminacyjne, do których przystąpiły 24 sprinterki. Awans do półfinału dawało zajęcie jednego z pierwszych czterech miejsc w swoim biegu (Q). Skład półfinałów uzupełniły cztery zawodniczki z najlepszymi czasami wśród przegranych (q).

#### Bieg 1
| Poz. | Tor | Zawodnik              | Reprezentacja | Czas | Uwagi |
| ---- | --- | --------------------- | ------------- | ---- | ----- |
| 1    | 5   | Verena Sailer         | Niemcy        | 7,12 | Q, EL |
| 2    | 7   | Dafne Schippers       | Holandia      | 7,15 | Q,    |
| 3    | 6   | Iwet Łałowa           | Bułgaria      | 7,16 | Q,    |
| 4    | 1   | Haana-Maari Latvala   | Finlandia     | 7,25 | Q,    |
| 5    | 3   | Audrey Alloh          | Włochy        | 7,30 | q,    |
| 6    | 2   | Julija Kacura         | Rosja         | 7,36 | q     |
| 7    | 8   | Folake Akinyemi       | Norwegia      | 7,41 | SB    |
| 8    | 4   | Aksel Gürcan Demirtas | Turcja        | 7,66 |       |

#### Bieg 2
| Poz. | Tor | Zawodnik            | Reprezentacja   | Czas | Uwagi |
| ---- | --- | ------------------- | --------------- | ---- | ----- |
| 1    | 2   | Ezinne Okparaebo    | Norwegia        | 7,13 | Q,    |
| 2    | 8   | Asha Philip         | Wielka Brytania | 7,19 | Q     |
| 3    | 4   | Kateřina Čechová    | Czechy          | 7,25 | Q     |
| 4    | 5   | Natalija Pohrebniak | Ukraina         | 7,30 | Q,    |
| 5    | 1   | Amy Foster          | Irlandia        | 7,33 | q, =  |
| 6    | 6   | Ilenia Draisci      | Włochy          | 7,41 |       |
| 7    | 3   | Ramona Papajanu     | Cypr            | 7,48 |       |
| 8    | 7   | Rebecca Camilleri   | Malta           | 7,74 | SB    |

#### Bieg 3
| Poz. | Tor | Zawodnik                  | Reprezentacja | Czas | Uwagi  |
| ---- | --- | ------------------------- | ------------- | ---- | ------ |
| 1    | 3   | Marija Riemień            | Ukraina       | 7,12 | Q, EL, |
| 2    | 6   | Myriam Soumaré            | Francja       | 7,16 | Q,     |
| 3    | 5   | Jamile Samuel             | Holandia      | 7,34 | Q      |
| 4    | 4   | Barbora Procházková       | Chorwacja     | 7,40 | q      |
| 5    | 2   | Gloria Hooper             | Włochy        | 7,41 |        |
| 6    | 8   | Tatjana Lofamakanda-Pinto | Niemcy        | 7,41 |        |
| 7    | 7   | Mujinga Kambundji         | Szwajcaria    | 7,42 |        |
|      | 1   | Tezdżan Naimowa           | Bułgaria      | 7,12 | DSQ    |

### Półfinały
Rozegrano 2 biegi półfinałowe, w których wystartowało 16 zawodniczek. Awans do finału dawało zajęcie jednego z pierwszych czterech miejsc w swoim biegu (Q).

#### Bieg 1
| Poz. | Tor | Zawodnik         | Reprezentacja | Czas | Uwagi  |
| ---- | --- | ---------------- | ------------- | ---- | ------ |
| 1    | 4   | Marija Riemień   | Ukraina       | 7,10 | Q, EL, |
| 2    | 5   | Iwet Łałowa      | Bułgaria      | 7,14 | Q, =   |
| 3    | 6   | Verena Sailer    | Niemcy        | 7,18 | Q      |
| 4    | 3   | Dafne Schippers  | Holandia      | 7,18 | Q      |
| 5    | 8   | Kateřina Čechová | Czechy        | 7,26 |        |
| 6    | 2   | Audrey Alloh     | Włochy        | 7,33 |        |
| 7    | 1   | Amy Foster       | Irlandia      | 7,37 |        |
| 8    | 7   | Julija Kacura    | Rosja         | 7,43 |        |

#### Bieg 2
| Poz. | Tor | Zawodnik            | Reprezentacja   | Czas | Uwagi  |
| ---- | --- | ------------------- | --------------- | ---- | ------ |
| 1    | 5   | Myriam Soumaré      | Francja         | 7,07 | Q, EL, |
| 2    | 6   | Asha Philip         | Wielka Brytania | 7,17 | Q      |
| 3    | 4   | Ezinne Okparaebo    | Norwegia        | 7,19 | Q      |
| 4    | 7   | Jamile Samuel       | Holandia        | 7,26 | PB     |
| 5    | 2   | Natalija Pohrebniak | Ukraina         | 7,31 |        |
| 6    | 8   | Haana-Maari Latvala | Finlandia       | 7,34 |        |
| 7    | 1   | Barbora Procházková | Czechy          | 7,42 |        |
|      | 3   | Tezdżan Naimowa     | Bułgaria        | 7,11 | DSQ    |

### Finał
| Poz. | Tor | Zawodnik         | Reprezentacja   | Czas | Uwagi |
| ---- | --- | ---------------- | --------------- | ---- | ----- |
|      | 6   | Marija Riemień   | Ukraina         | 7,10 | =     |
|      | 4   | Myriam Soumaré   | Francja         | 7,11 |       |
|      | 3   | Iwet Łałowa      | Bułgaria        | 7,12 | PB    |
| 4    | 2   | Dafne Schippers  | Holandia        | 7,14 | PB    |
| 5    | 1   | Asha Philip      | Wielka Brytania | 7,15 | =     |
| 6    | 1   | Ezinne Okparaebo | Norwegia        | 7,16 |       |
| 7    | 1   | Verena Sailer    | Niemcy          | 7,16 |       |
|      | 5   | Tezdżan Naimowa  | Bułgaria        | 7,10 | DSQ   |